# Panteres Grogues
Le club sportif Panteres Grogues (Panthères jaunes en catalan) est une association sportive de Barcelone dont le principal objectif est la normalisation du collectif Lesbiennes, gays, bisexuels et transgenres (LGBT) dans le sport. Actuellement, il existe les sections suivantes : volley-ball (en salle et sur sable), cyclisme, squash,  football, yoga, natation, natation synchronisée, roller, course à pied, tennis, ping-pong, randonnée pédestre, plongée sous-marine, voile, tai-chi-chuan et autres activités extra-sportives.

## Panteres Grogues
Panteres Grogues est né en 1994 grâce à Rudy qui jouait une partie de volley avec un groupe de gays et lesbiennes sur une plage de Barcelone avec une balle jaune que leur avait offert la section gay de volley-ball d'Allemagne.
Actuellement, Panteres Grogues compte 650 membres qui se rejoignent dans une assemblée générale une fois par an pour faire le point et prendre les décisions futures du club. L'assemblée cède la direction du Club à une Assemblée Directive formée de 10 personnes élues par tous les membres du club. Cette Assemblée Directive se compose d'un président, un vice président, un trésorier, un secrétaire et d'autres voix membres. 
Le numéro de voix de l'Assemblée Directive peut être variable et se compose le plus souvent possible de sections sportives différentes. Chaque section sportive de Panteres Grogues comprend un Coordinateur ou une Coordinatrice. Afin de coordonner tous les sports, ces responsables se réunissent régulièrement avec le Coordinateur de la Commission Sportive qui fait le lien entre la Commission Sportive et l'Assemblée Directive.

## Panteresports & EuroGames
En 2004, au 10e anniversaire de Panteres Grogues, fut organisée pour la première fois le Panteresports, une compétition international destinée à la communauté homosexuelle et transsexuelle, mais aussi ouverte à d'autres collectifs. Plus de 500 sportifs provenant de 14 pays différents participèrent alors au tournoi. En 2008 le club organisa les EuroGames, le plus grand rendez-vous pour gays, lesbiennes, transsexuels et bisexuels d'Europe. La 12e édition de la compétition réunit environ 35 000 sportifs. En 2012, Panteres Grogues organisa la 6e édition des Panteresports.